# Banff Springs Hotel
Il Banff Springs Hotel, chiamato ufficialmente Fairmont Springs Hotel, è uno storico albergo situato a Banff, in Alberta, nel Canada.

## Descrizione

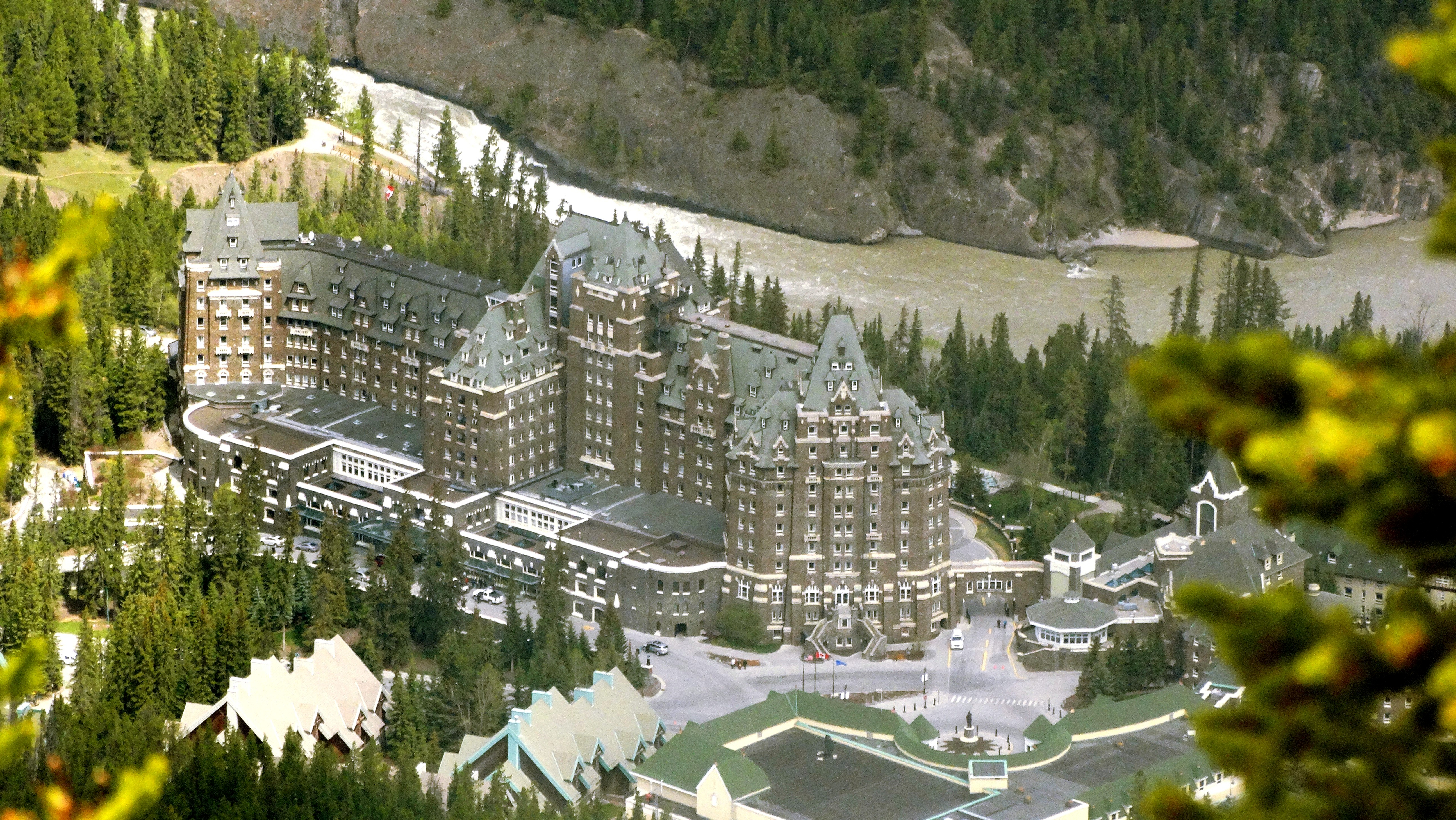
Vista dall'alto dell'hotel

L'intera città, incluso l'hotel, è situata all'interno del Parco Nazionale di Banff gestito dalla Parks Canada. L'hotel si affaccia su una valle sita a i piedi del Monte Rundle, all'interno della catena montuosa delle Montagne Rocciose. L'hotel si trova ad un'altitudine di 1 414 metri.
L'hotel è stato aperto nel 1888 dalla Canadian Pacific Railway. La struttura alberghiera originale fu progettata da Bruce Price, a cui fu aggiunta un'altra struttura completata nel 1914. Nel 1926 un incendio distrusse la struttura originale, che venne ricostruito con una struttura sostitutiva nel 1928. L'edificio venne dichiarato sito storico nazionale del Canada il 24 giugno 1988. La proprietà dell'hotel è attualmente gestita dalla Fairmont Hotels and Resorts.